# Vaporware
În informatică, vaporware este un produs hardware sau software, care este anunțat publicului larg, dar nu este niciodată fabricat și nici anulat oficial. Utilizarea cuvântului s-a extins pentru a include produse ca automobilele.
Termenul vaporware este folosit și în legătură cu evenimentele anunțate sau prezise, dar care până la urmă nu se întâmplă niciodată. Termenul este adesea folosit în raport cu produsele care sunt anunțate cu câteva luni sau ani înainte de lansare, iar procesul de dezvoltare este păstrat secret. Uneori, astfel de acțiuni sunt efectuate pentru a descuraja consumatorii să cumpere produse concurente care oferă o funcționalitate excelentă.

## Vezi și
- StarCraft: Ghost
- The Last Dangerous Visions